# Plateforme carbonatée

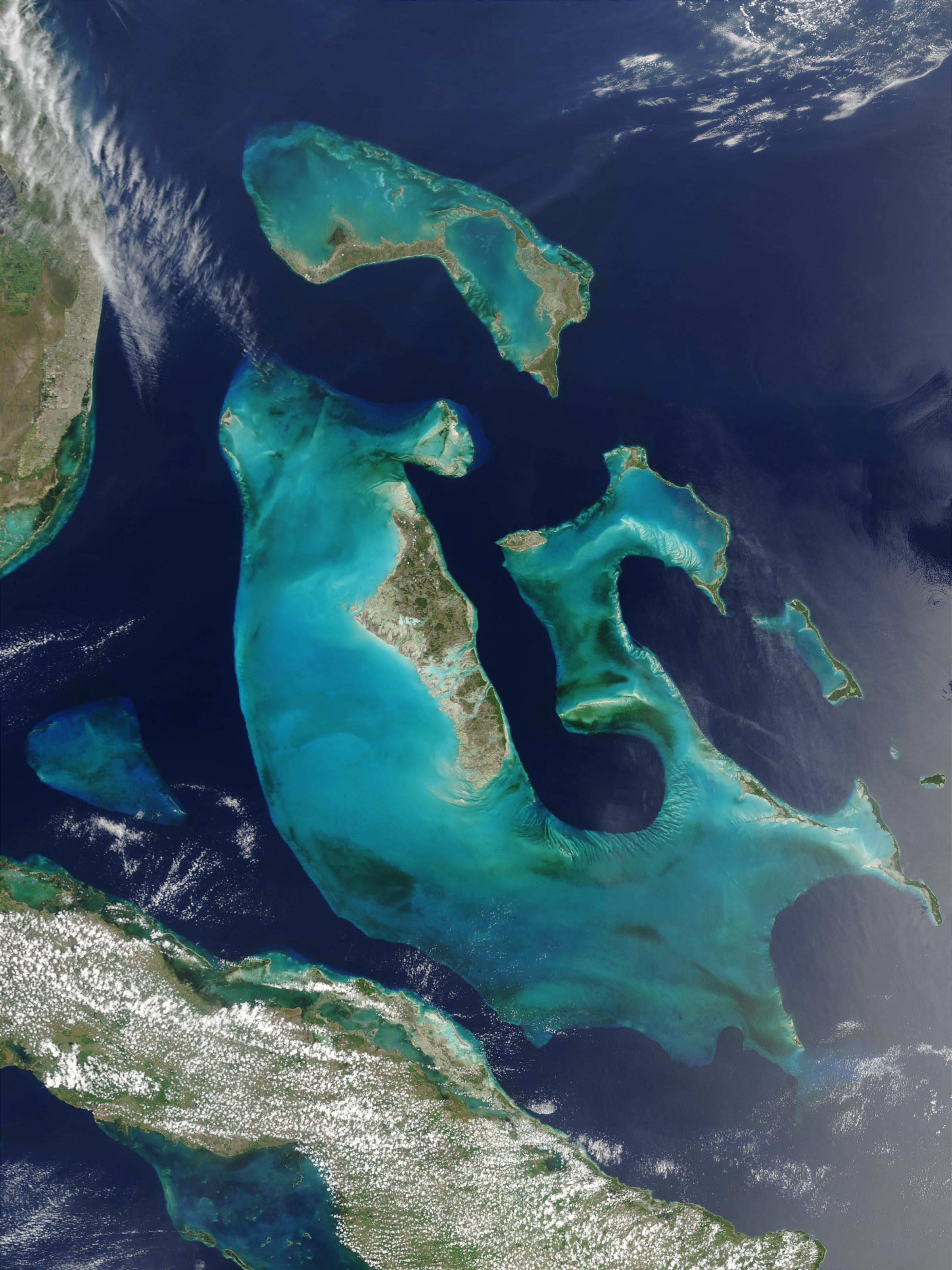
Image satellite d'une partie des bancs des Bahamas, l'une des principales plateformes carbonatées actuelles.

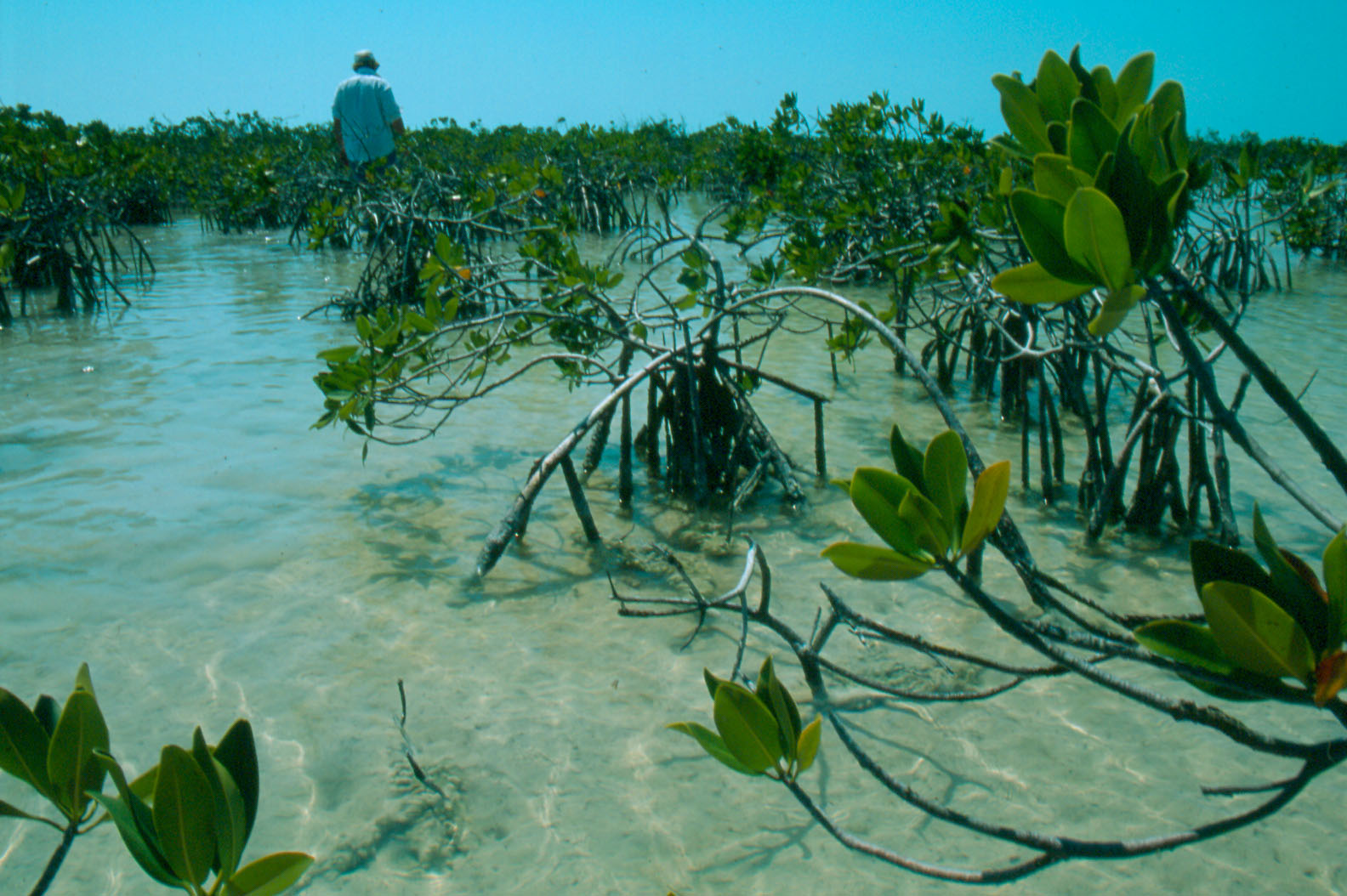
Mangrove en Floride sur un sol composé de boue carbonatée.

Une plateforme carbonatée est une structure géologique formée par la sédimentation en eau peu profonde de calcaire d'origine organique (bioconstruction), que l'organisme vivant soit sessile (cas des coraux, des cnidaires, etc.) ou non (plancton). Ces structures ont des dimensions de l'ordre du kilomètre ; les plus grandes atteignent plusieurs milliers de kilomètres de longueur, plusieurs centaines de milliers de kilomètres carrés et plusieurs kilomètres d'épaisseur.
Ces plateformes carbonatées peuvent se développer dans presque n'importe quel contexte tectonique, mais elles sont particulièrement répandues le long des marges passives.
Les plus grandes plateformes carbonatées actuelles sont représentées par les bancs des Bahamas, les récifs autour de la péninsule du Yucatán ou ceux au sud de la Floride, la Grande barrière de corail, les lagons de Nouvelle-Calédonie ou encore les Maldives.
Les plateformes carbonatées sont typiques des eaux tropicales où elles regroupent un grand nombre de récifs, atolls et lagons mais elles se rencontrent aussi dans des eaux plus tempérées où elles sont notamment édifiées par des algues rouges. Des plateformes carbonatées fossiles formées au Paléozoïque et Mésozoïque ne font pas intervenir directement des mécanismes de biominéralisation mais se forment dans des eaux riches en nutriments et pauvres en oxygène.

## Précipitation du carbonate de calcium
Les sédiments carbon carbonatées des autres environnements de sédimentation, c'est que le carbonatés ne sont pas des sédiments détritiques issue de l'érosion du continent mais un produit de précipitation. Ainsi, les plateformes carbonatées peuvent se développer loin des côtes, comme dans les atolls du Pacifique.
La composition minéralogique des plateformes carbonatées peut être calcitique ou aragonitique. L'eau de mer est sursaturée en carbonate, ainsi, dans certaines conditions, la précipitation de CaCO3 est possible. La précipitation de carbonate est favorisée thermodynamiquement à haute température et basse pression. Trois types de précipitation de carbonate sont possibles: biotiquement contrôlé, biotiquement induit et abiotique. La précipitation des carbonates est contrôlée biotiquement en présence d'organismes (tels que des coraux) utilisant les ions carbonates dissous dans l'eau de mer pour construire leurs squelettes calcitiques ou aragonitiques et développer ainsi des structures de récifs durs. La précipitation biotiquement induite ayant lieu en dehors de la cellule de l'organisme, le carbonate n'est donc pas directement produit par les organismes, mais précipite en raison de leur métabolisme. 
Les précipitations abiotiques impliquent peu ou pas d'influence biologique.

## Types de plateformes
• Ramp
• Plateforme isolée
- barrée : (ex: la grande barrière de Corail)
- isolée : (ex: Bahamas)
- rampe :
- épéirique : eau peu profonde inférieur (à 10 m)

## Exemple illustratif

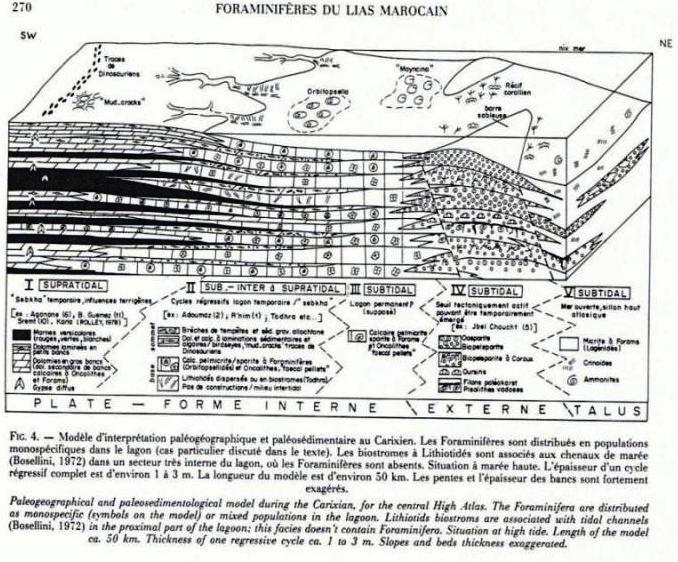
Bloc diagramme modélisant la plateforme carbonatée au Lias moyen dans le Haut Atlas (Maroc) ; foraminifères et cycles émersifs.

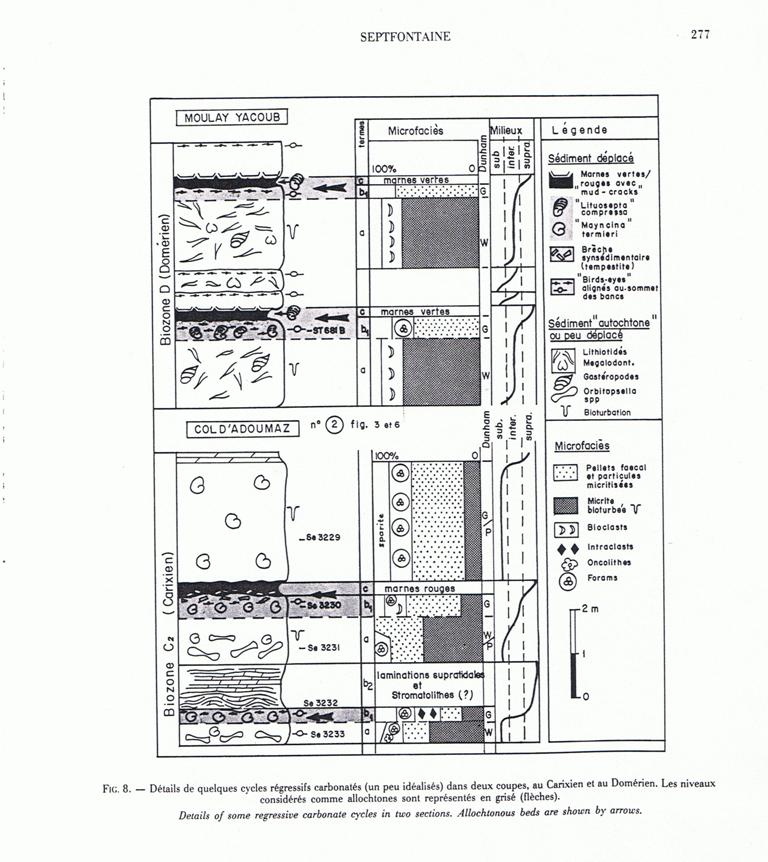
Détails de cycles émersifs métriques dans deux coupes du Lias moyen, distantes de 230 km ; les niveaux de tempêtes et tsunami, riches en foraminifères déplacés. Maroc.

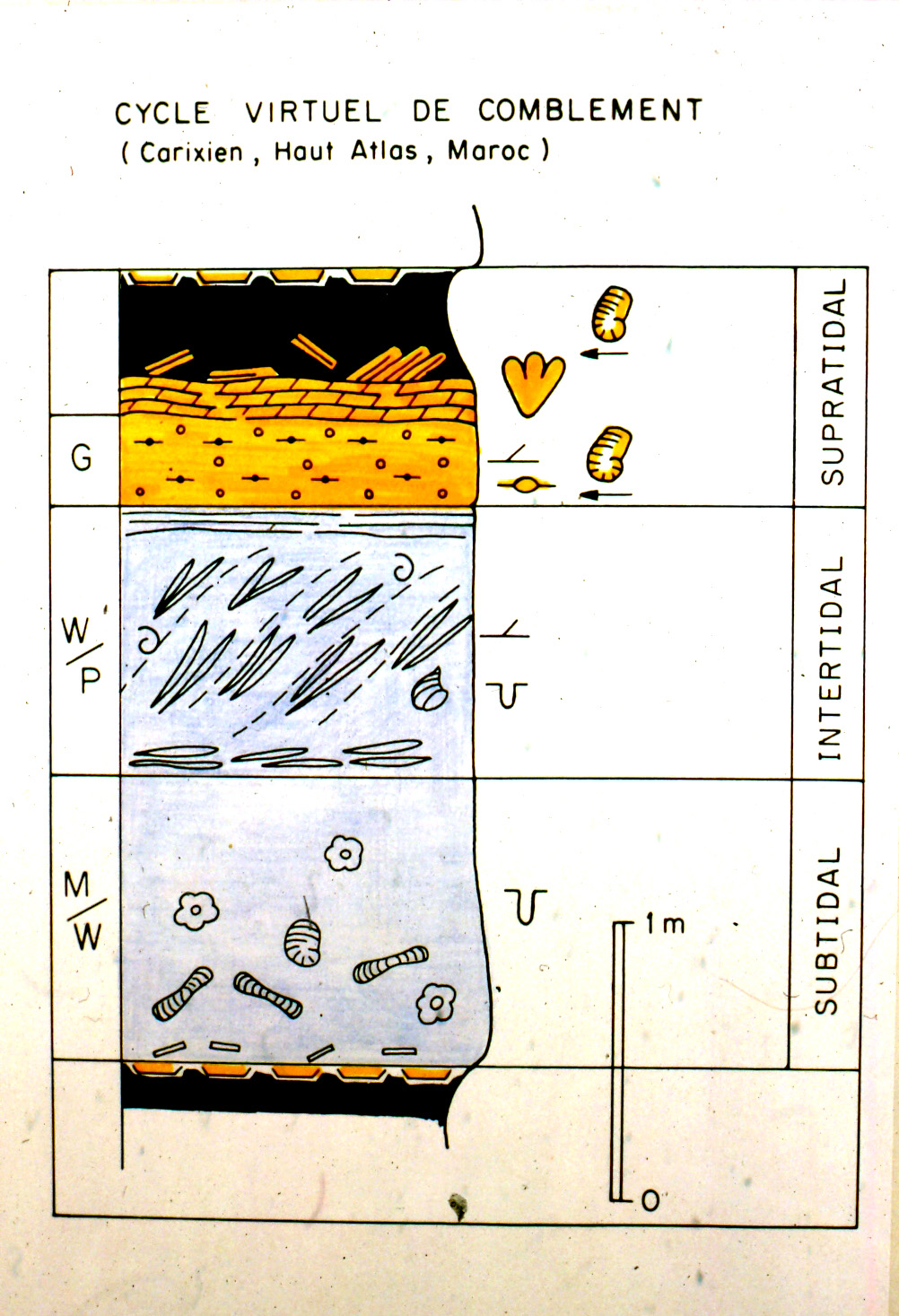
Cycle virtuel émersif « shallowing upward sequence » métrique observé sur toute la marge sud de la Thétys liasique sur plus de 10000 km. Les (micro)fossiles sont identiques jusqu'en Oman et au-delà.

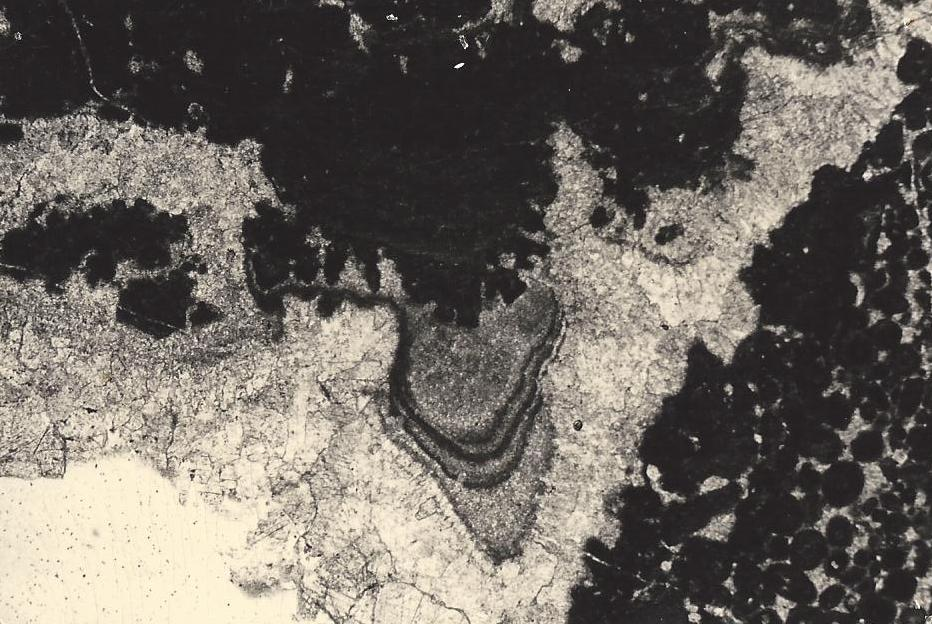
Ciment stalactite dans la zone supratidale en milieu de diagenèse vadose, sommet de cycle émersif, Lias moyen, Haut Atlas, Maroc. Section mince, L = 0.3 mm.

Beaucoup de champs pétrolifères se forment à partir de sédiments déposés le long des plateformes carbonatées. Différents types de plateformes carbonatées sont identifiées, notamment les plateaux continentaux à encorbellement ou sans bordure marquée, les plateformes isolées ou ennoyées.
Un exemple est illustré par la plateforme carbonatée du Haut Atlas (Maroc) au Lias moyen : la série sédimentaire d'une centaine de mètres est composée d'une accumulation de cycles régressifs dans un cadre tectonique en lente subsidence (processus autocyclique). Un bon équivalent actuel est représenté par les dépôts côtiers du fond du golfe de Gabès en Tunisie et les lagunes ou "chotts" associés. Des forages manuels effectués par Davaud, Strasser & M'Rabet en 1991 (Univ. Genève et Tunis) montrent clairement la cyclicité de la sédimentation dans les lagunes (voir figures. Ces cycles émersifs et les structures diagénétiques sont parfaitement identiques à ceux observés dans le Lias moyen du Haut Atlas, il y a 190 Ma (Septfontaine, 1984,1985).

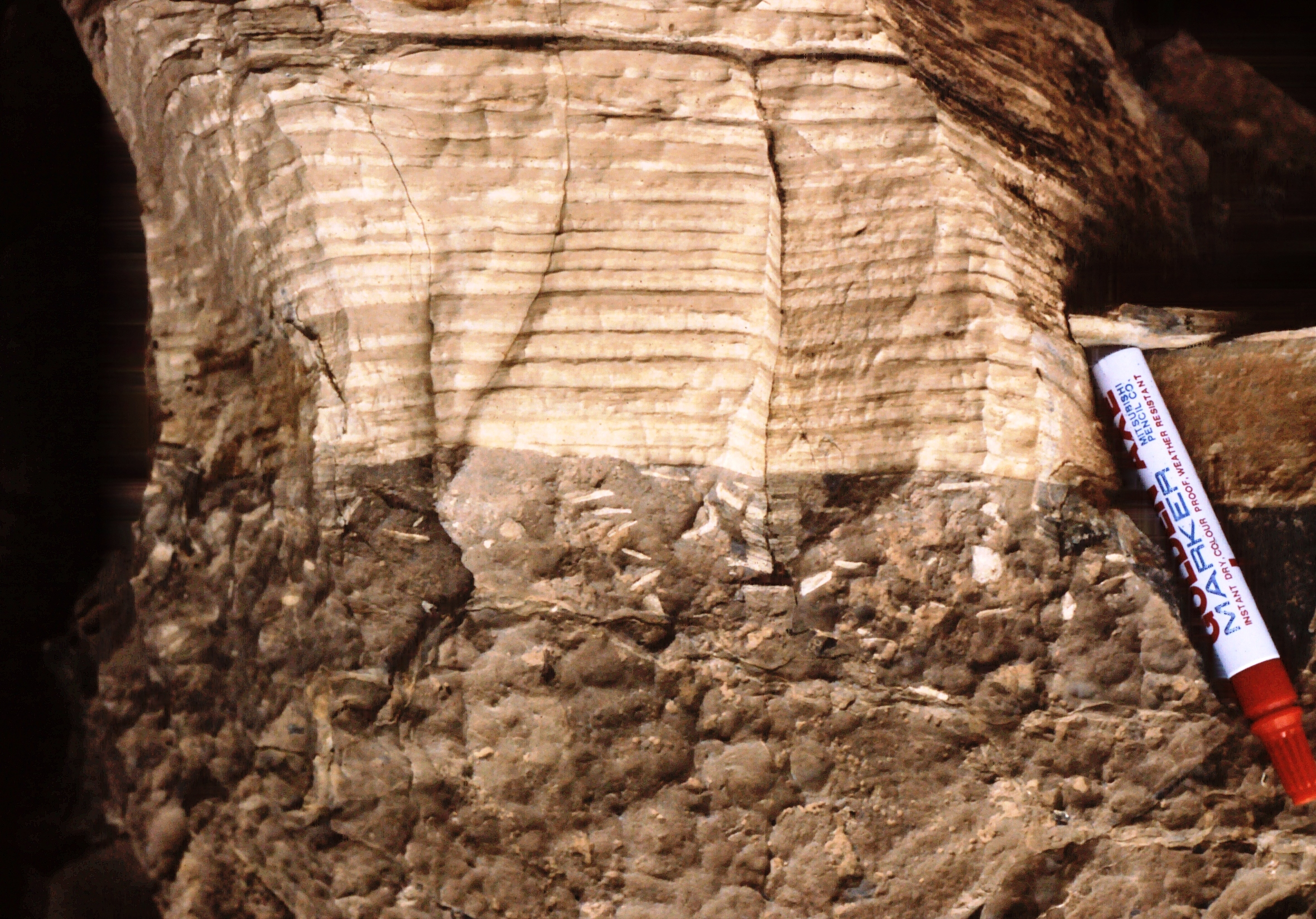
Cycle émersif "shallowing upward" dans le Lias moyen du Haut Atlas, Maroc. Laminations algaires dolomitisées (en jaune) au sommet.
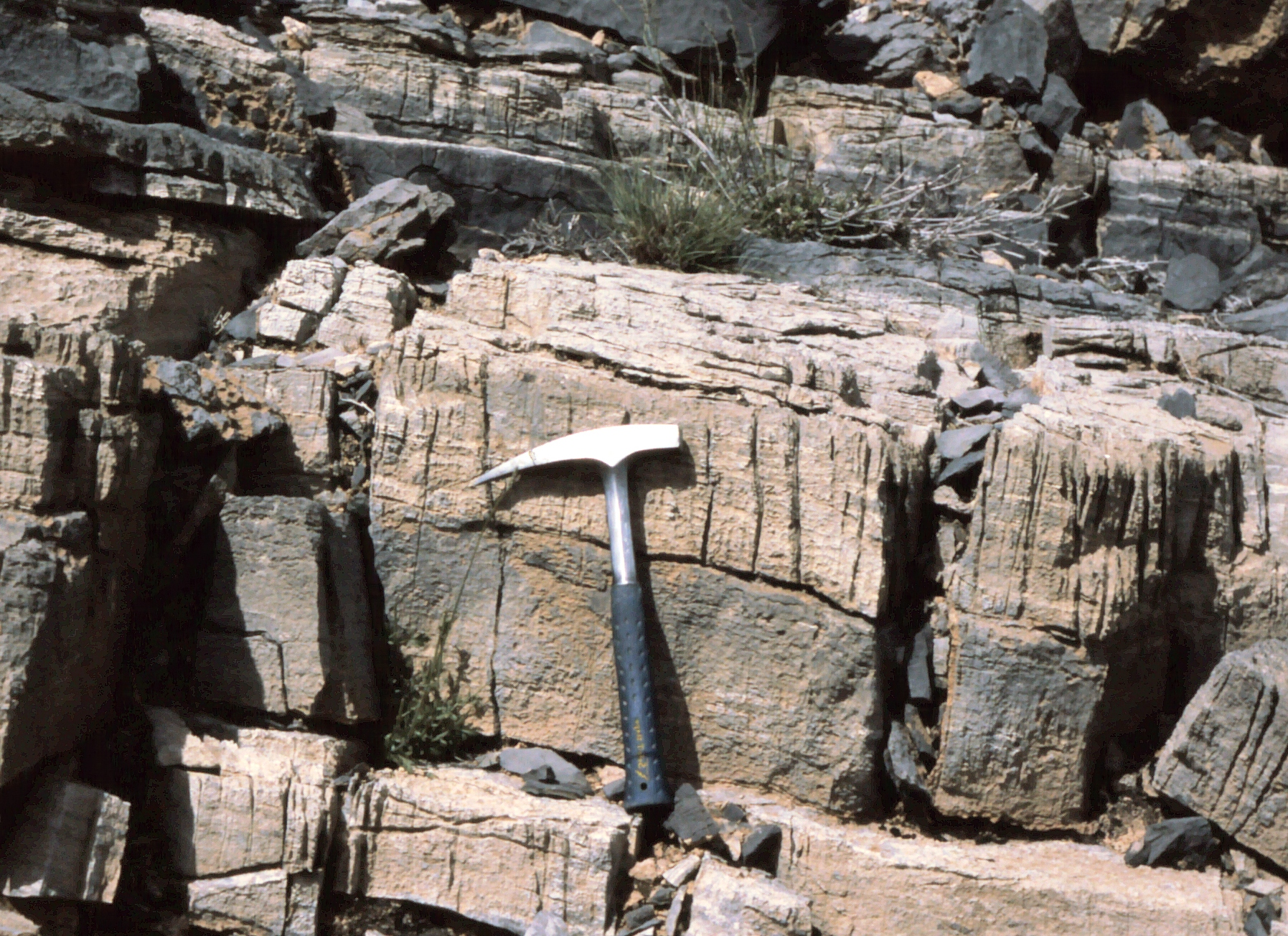
Cycle émersif "shallowing upward" dans le lagon liasique, péninsule du Musandam, Oman.
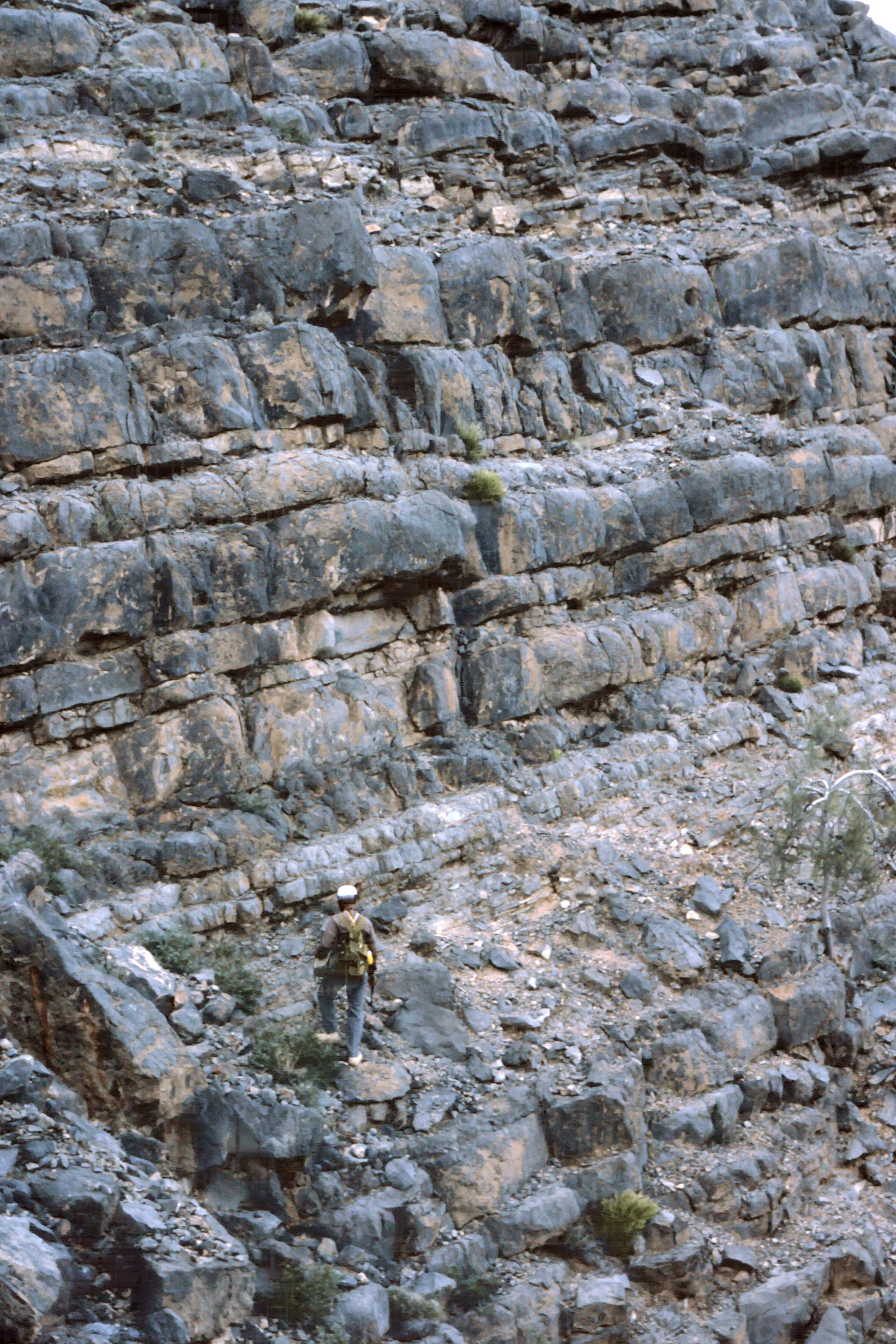
Cycles (allocycles astronomiques ?) de type "shallowing upward" arrangés en séquences décamétriques. Lias, péninsule du Musandam, N-Oman.
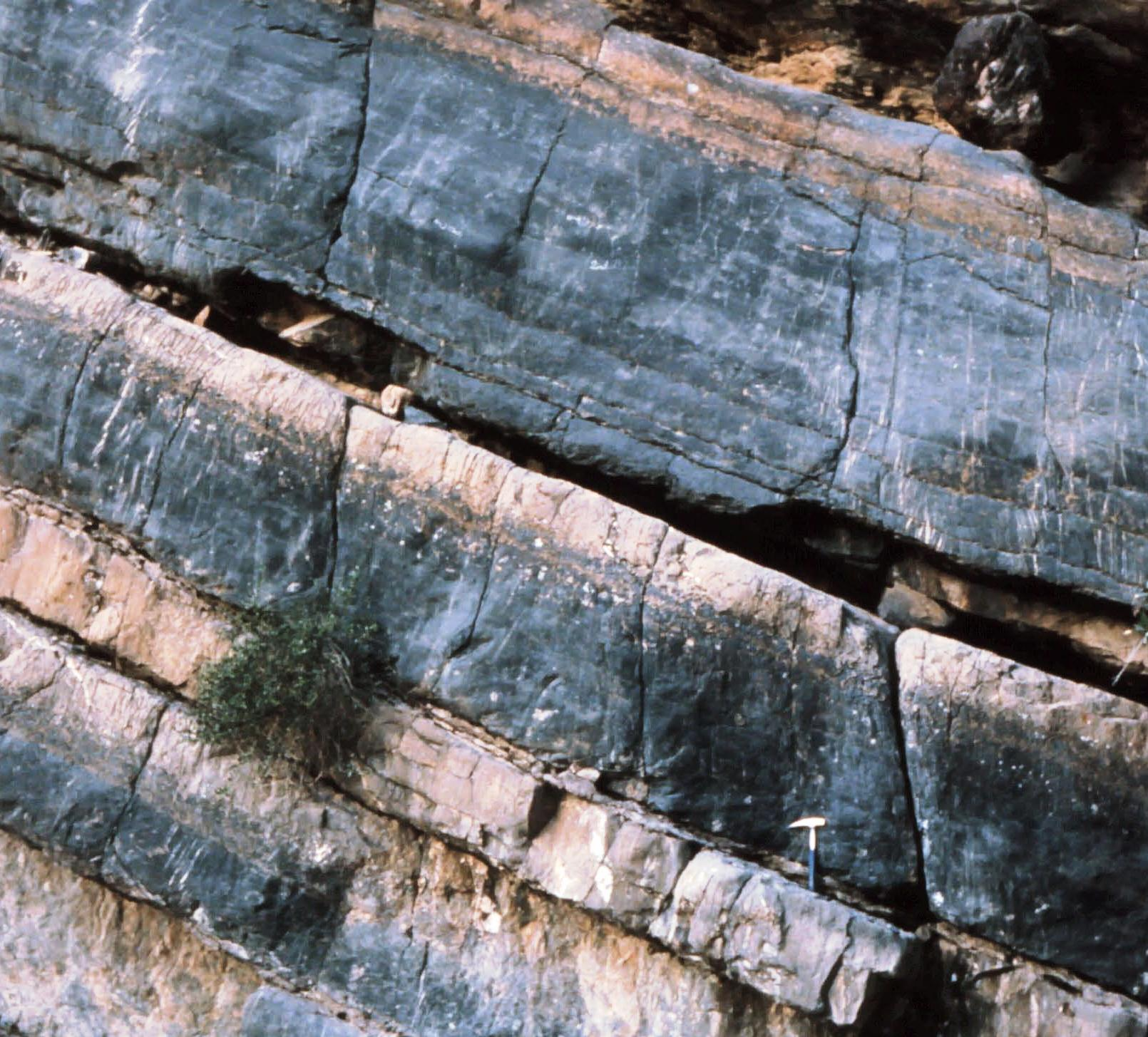
Cycles émersifs de type "shallowing upward" dans le Dogger, laminations algaires dolomitisées au sommet, de la chaîne principale d'Oman, jbel Laghdar.
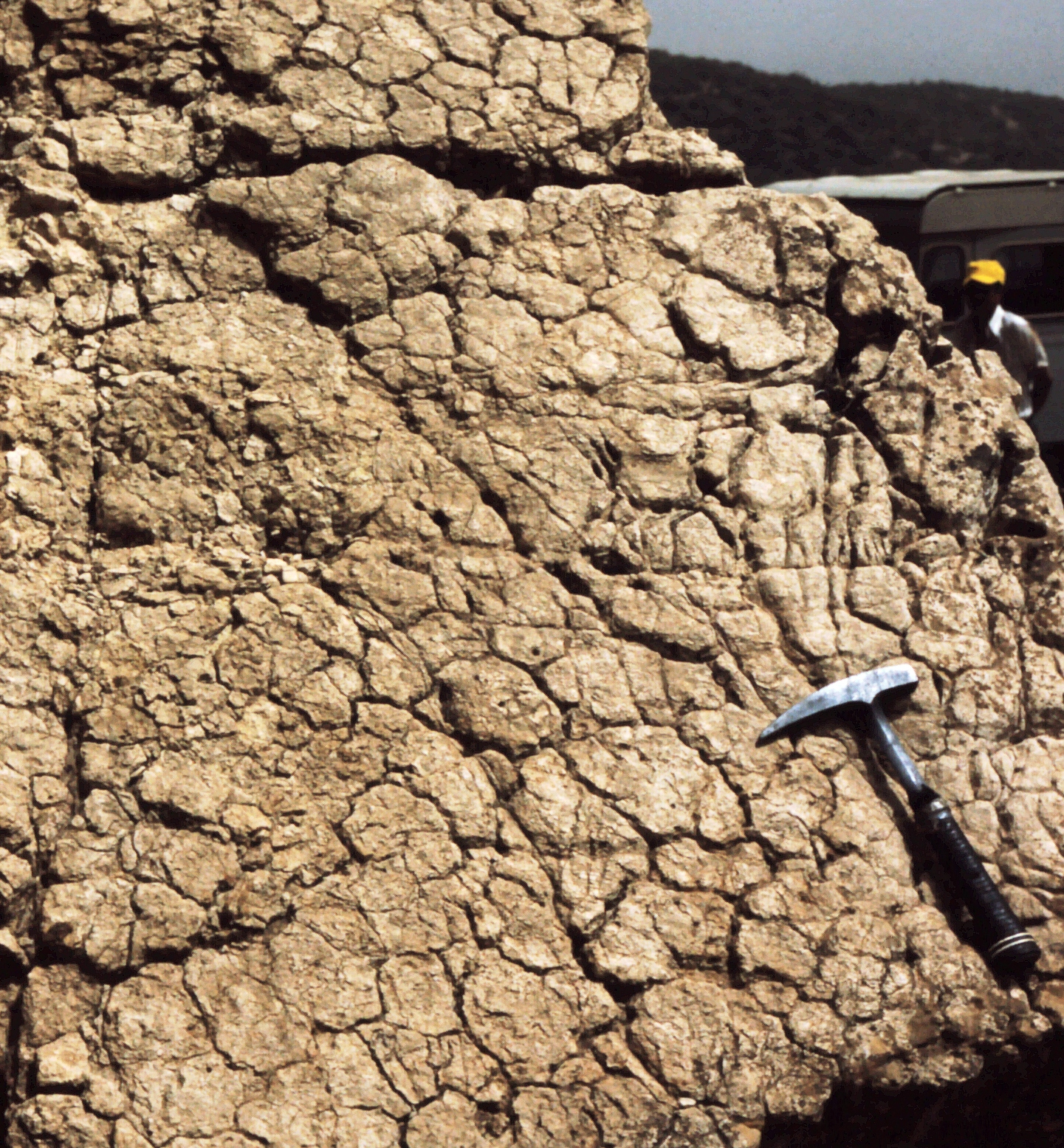
Fentes de dessiccation à la surface d'une séquence métrique émersive de comblement, Lias moyen du Haut Atlas, Maroc.
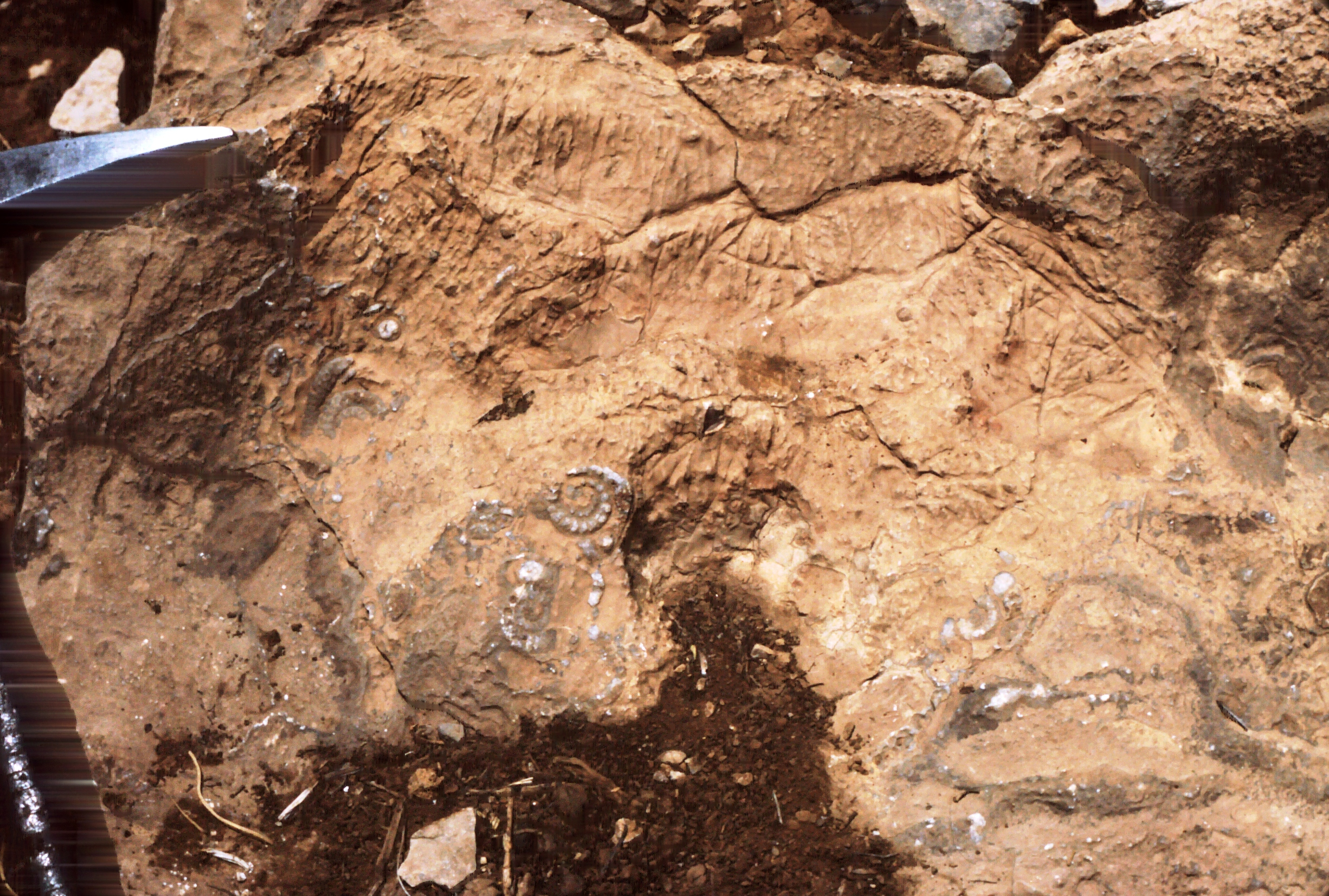
Ammonites et bélemnites déplacées sur le platier supratidal par les courants de marées ou des tempêtes. Lias moyen, Haut Atlas, Maroc.
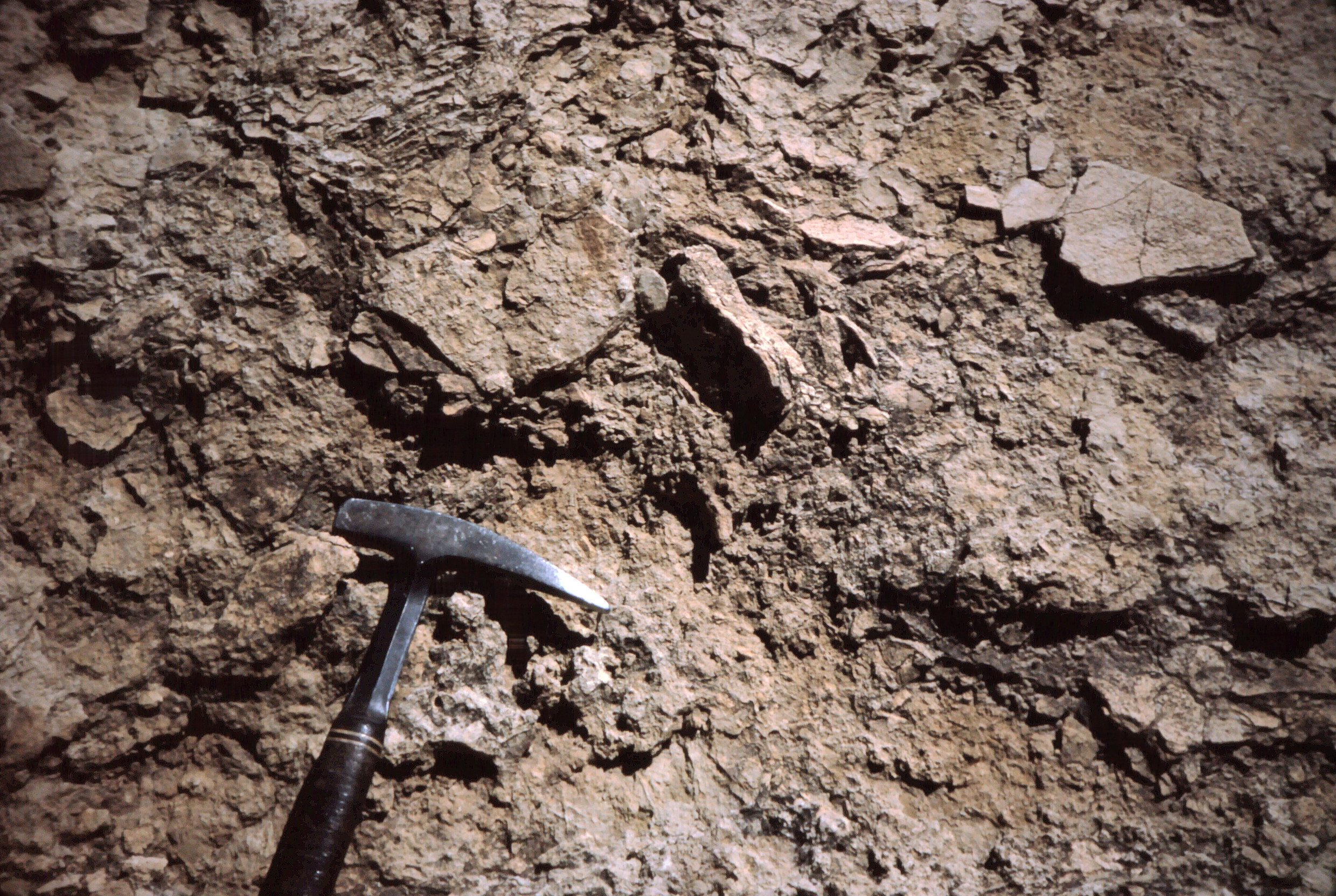
Brèche de tempête cimentée (diagenèse précoce) à la surface d'un banc au sommet d'un cycle émersif métrique. Lias moyen, Haut Atlas.
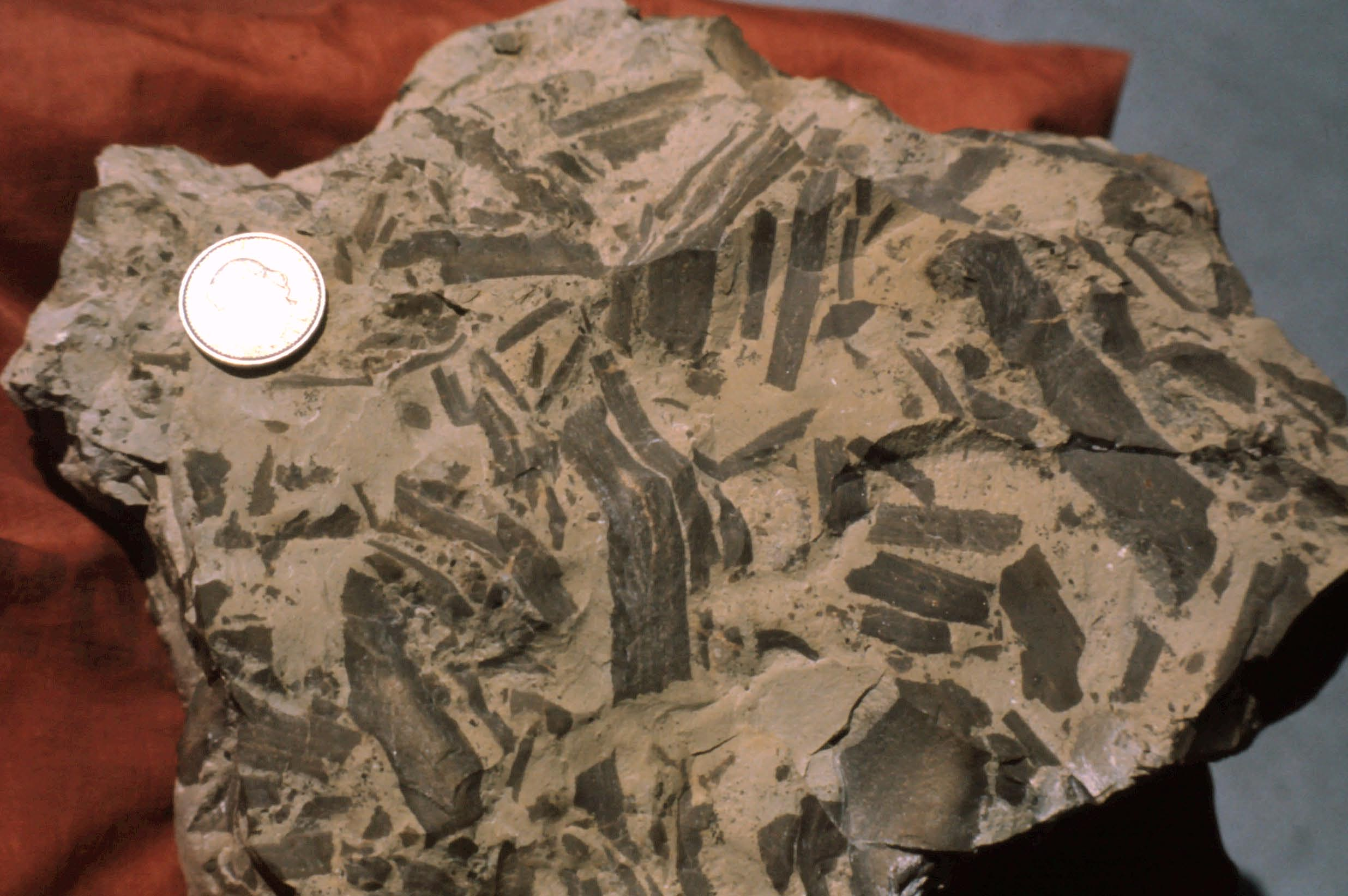
Brèche de tempête (en milieu supratidal) cimentée dans une matrice dolomitique. Les éléments sont des fragments de varves « trappées » dans une succession d'« algal mats », en milieu intertidal. Sommet de cycle émersif. Lias moyen, Haut Atlas.
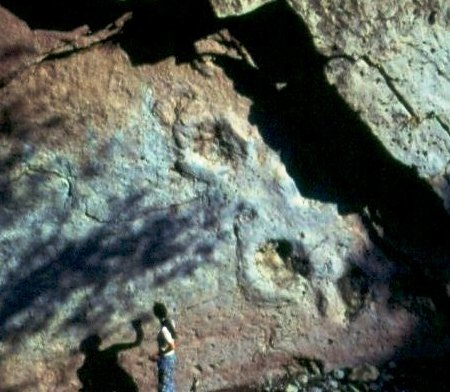
Traces géantes de dinosaure (avec débordement boueux) au sommet d'une séquence émersive. Lias moyen du Haut Atlas, Maroc.
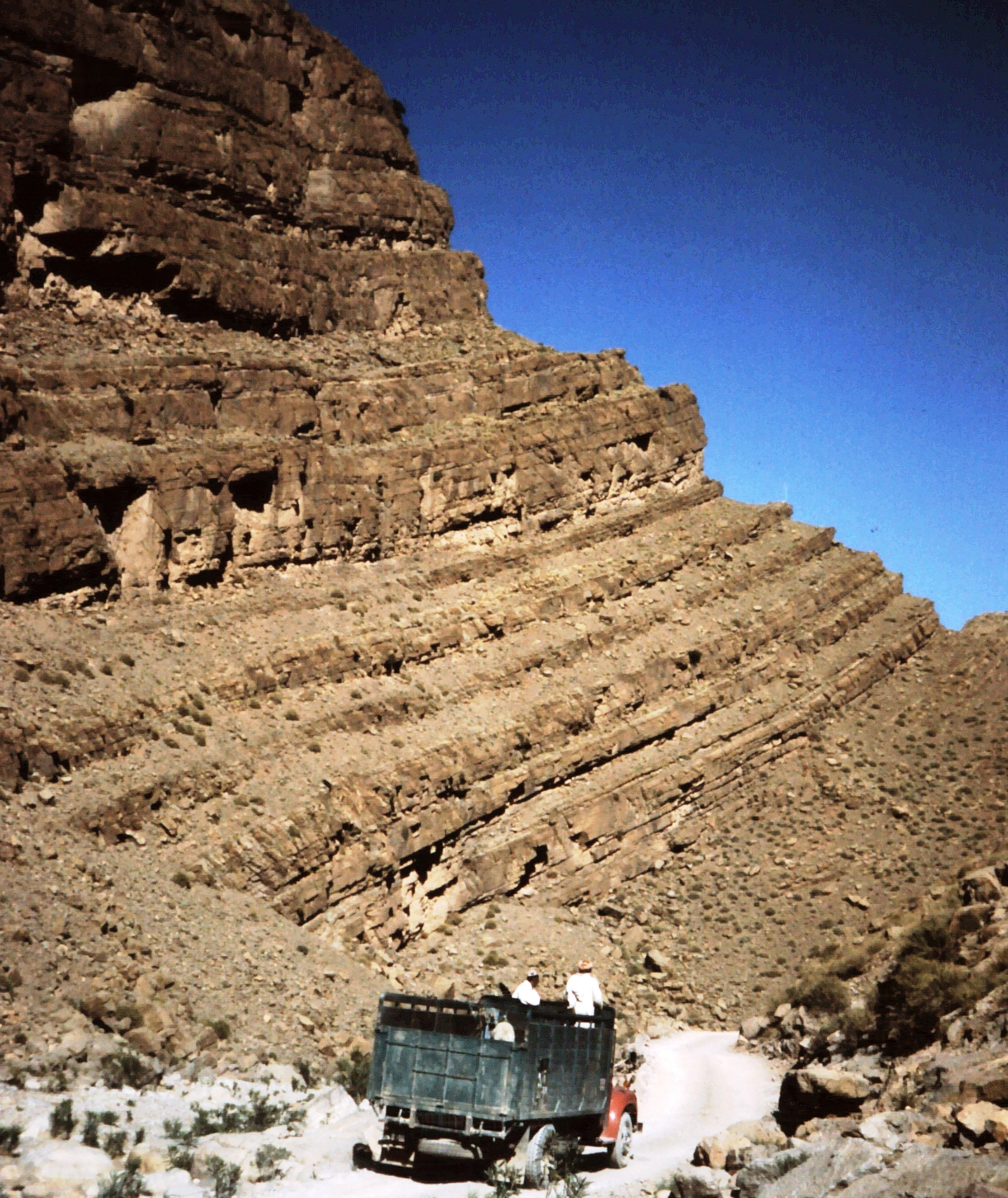
Séquences émersives métriques à hectométriques (accélération de la subsidence) dans le Lias moyen du Sud du Haut Atlas (Todhra), Maroc.
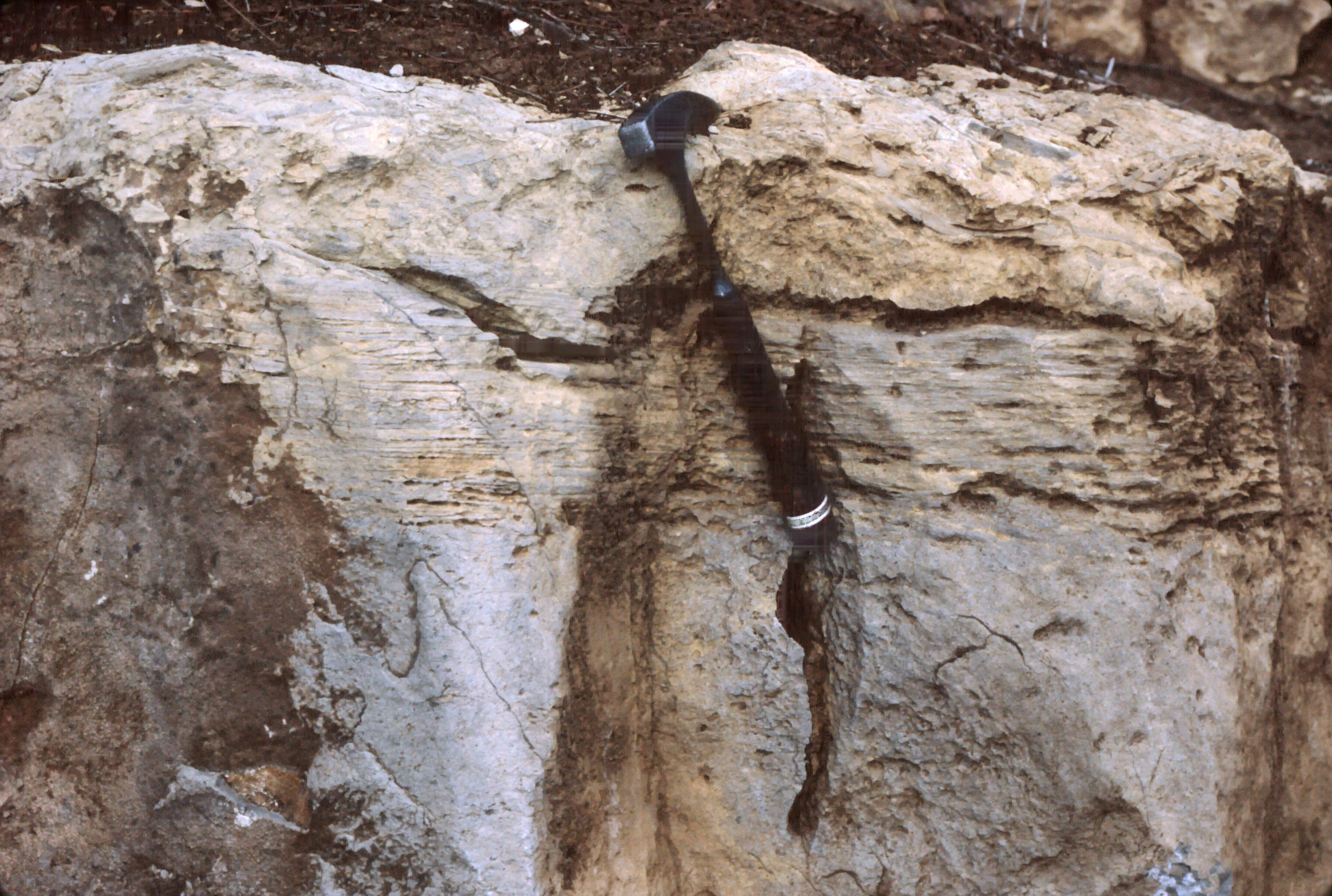
Cycle émersif « shallowing upward sequence » autocyclique ; sédiment de lagon marin à la base, puis dépôt intertidal : « algal mats » et supratidal : tempestite, au sommet. Lias moyen, Haut Atlas.
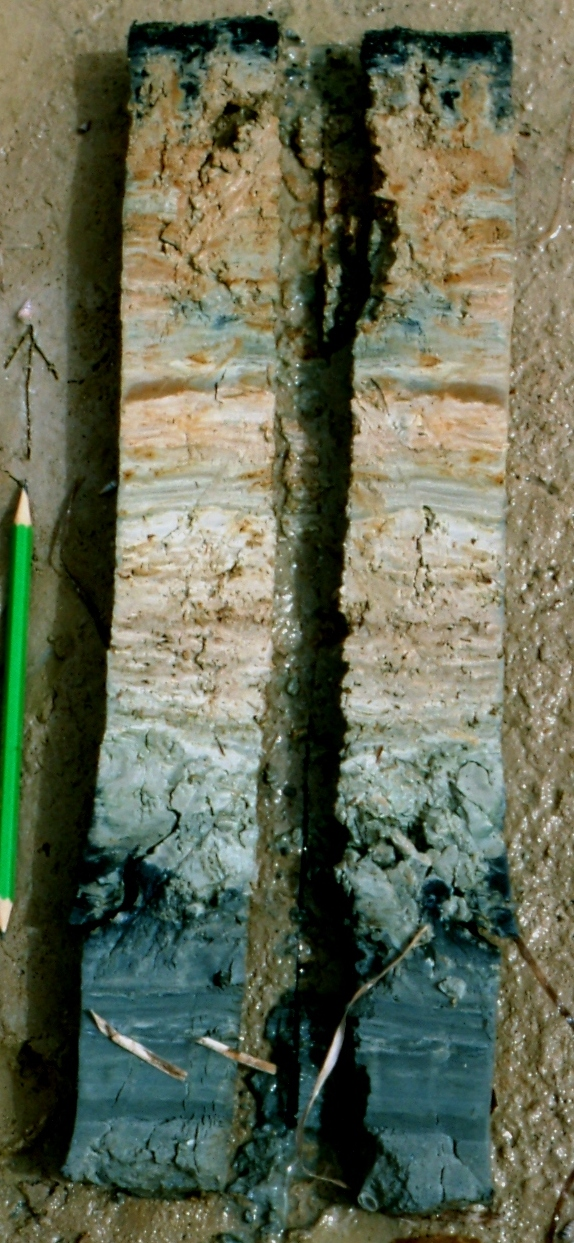
Séquences émersives récentes (carottage) dans une lagune ou « chott » tunisien ; les dépôts algaires intertidaux sont en jaune.
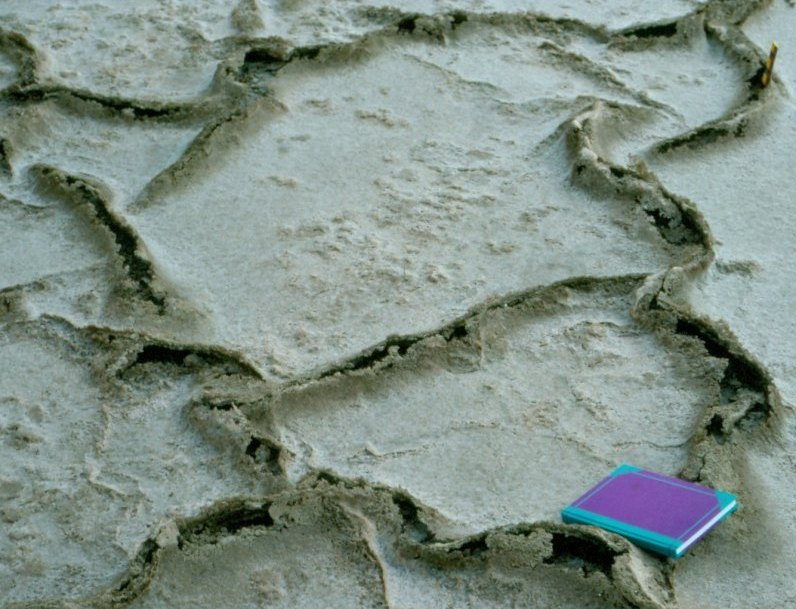
Structures supratidales en "teepee" actuelles, au fond d'une lagune salée de Tunisie.
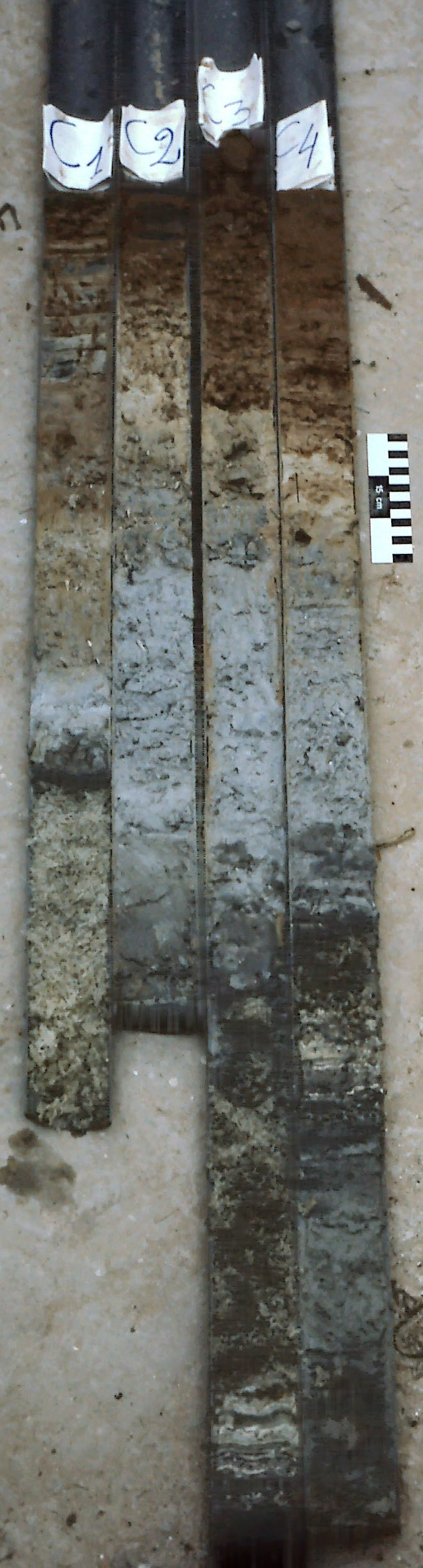
Séquences émersives récentes dans un carottage au fond d'une lagune tunisienne. En bleu, dépôts marins ; en jaune, dépôts intertidaux dolomitisée. Les sols sont en noir. Même séquence de couleurs dans le Lias moyen du Haut Atlas (- 190 Ma).
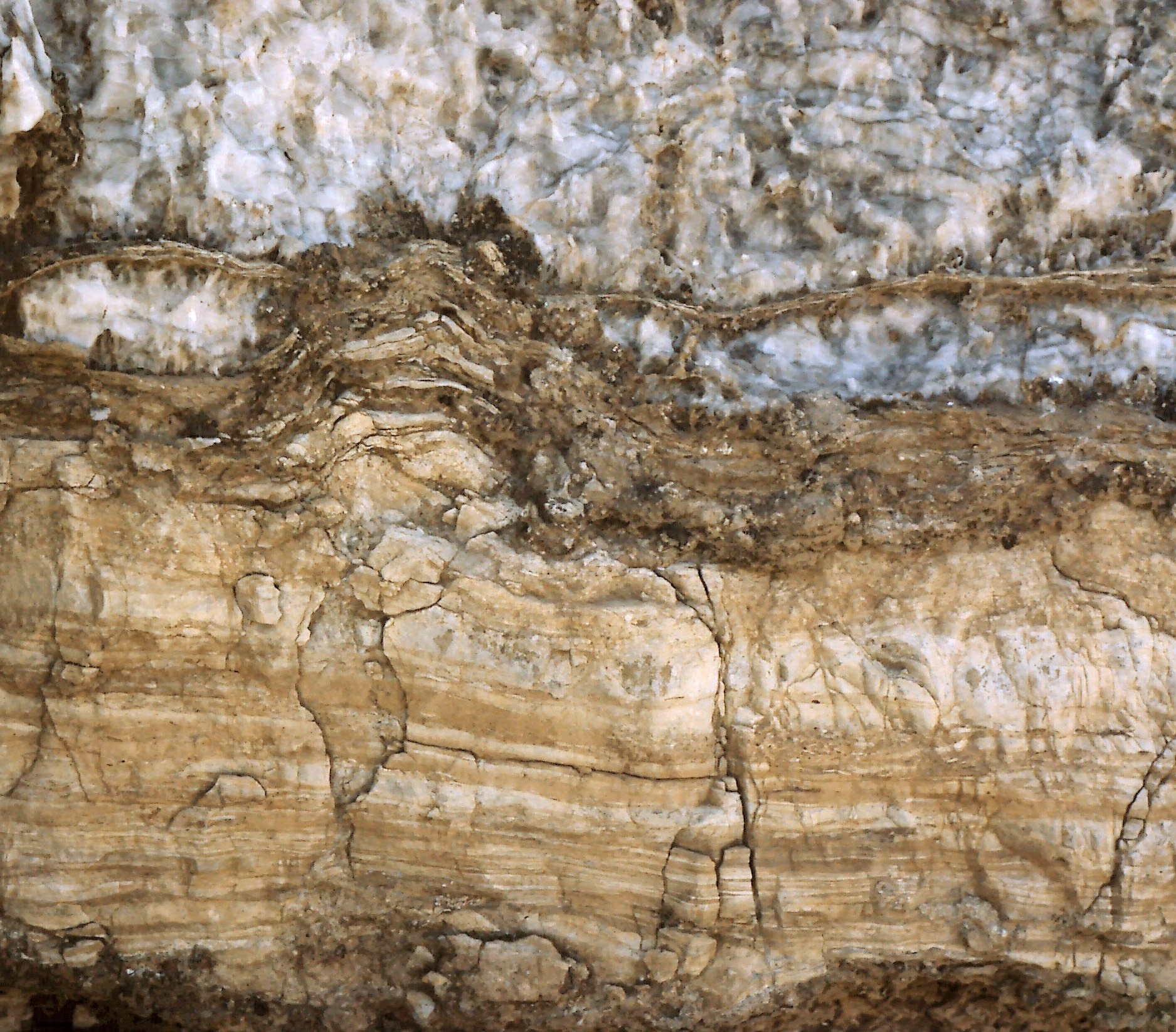
Sommet de séquence émersive récente avec laminations algaires (jaune) et gypse cristallisé (gris), Tunisie.
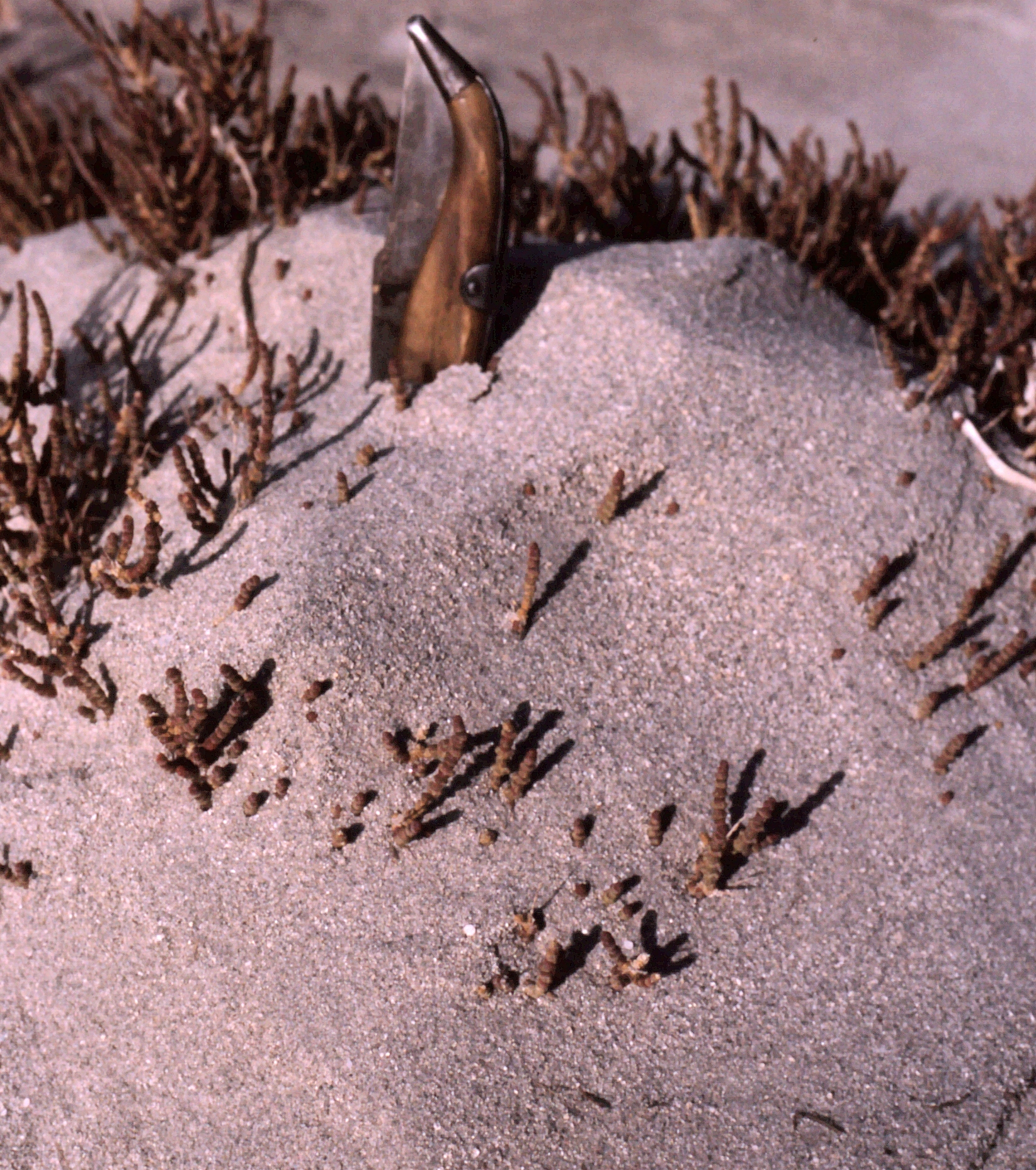
Dune éolienne bioclastique (algues calcaires, foraminifères) sur le rivage tunisien, fond du golfe de Gabès.